# Issay Dobrowen
Issay Dobrowen Alexandrovich (en ruso: Исай Александрович Добровейн), nacido el 27 de febrero de 1891 y fallecido el 9 de diciembre de 1953) fue un pianista, compositor y director de orquesta noruego de origen judeo ruso. 

## Biografía y obra
Nació como Itschok Zorachovitch Barabeitchik en Nizhni Nóvgorod (Imperio ruso). Salió de la Unión Soviética en 1923, y se convirtió en un ciudadano noruego en 1929. 
En cierta ocasión, tocó la Sonata Appasionata de Beethoven a Vladimir Lenin, la cual era su pieza favorita.
Dobrowen dirigió la primera alemán interpretación en Alemania de la ópera Boris Godunov (ópera) de Músorgski (Dresde, 1922). De 1927 a 1931, Dobrowen fue director principal de la Orquesta Filarmónica de Oslo; de 1931 a 1934, de la Orquesta Sinfónica de San Francisco; y de 1941 a 1953 de la Orquesta Sinfónica de Gotemburgo. 
Dobrowen trabajó con Nikolái Medtner y Artur Schnabel, entre otros músicos conocidos. También fue amigo íntimo del escritor ruso Maksim Gorki, y del explorador noruego Fridtjof Nansen. 
Dirigió su último concierto con la Orquesta Filarmónica de Oslo en diciembre de 1952. Su último concierto se celebró el 19 de enero de 1953, cuando dirigió la Orquesta de Stuttgart. Murió el 9 de diciembre de 1953 en Oslo, a los 62 años. 
Aunque en la actualidad es relativamente desconocido, escribió hermosa música para piano, que recuerda a la de Sergéi Rajmáninov. El interés en las composiciones de Dobrowen ha empezado a aumentar, gracias a un pequeño número de nuevos proyectos de grabación.
- Datos: Q181145
- Multimedia: Issay Dobrowen / Q181145